# Мельник, Борис Павлович
Бори́с Па́влович Ме́льник (1941 — 1994) — бывший народный депутат Украины.

## Биография
Родился 9 октября 1941 (с. Сербы, Кодымский район, Одесская область) в семье рабочего; украинец; женат; имеет детей.
Образование: Одесский институт народного хозяйства, экономист.
Народный депутат Украины 12-го созыва. С 03.1990 (2-й тур) до 04.1994, Тарутинский выб. окр. № 314, Одесская область. Заместитель председателя Комиссии по вопросам планирования, бюджета, финансов и цен.
- С 1958 — кузнец, мастер, старший мастер, начальник цеха, старший диспетчер планово-распорядительного бюро Одесского завода тяжелого краностроения имени Январского восстания.
- С 1970 — начальник цеха холодной штамповки Одесского завода имени Петровского.
- С 1972 — нач. производства, Одесс. объединение «Молмаш».
- С 1973 — нач. производственно-диспетчер. отдела, главный инженер, директор завода «Легмаш», город Одесса.
- С 1975 — глава исполкома, Ленинский райсовет г. Одессы.
- С 1977 — замгл, исполком Одесского горсовета.
- С 1978 — дир., Одесс. завода вычислительных машин.
- С 1981 — дир., Одесс. ВО «Электронмаш».
- С 1985 заместитель председателя исполкома Одесского облсовета; гол. плановой комиссии облисполкома.
- С 1988 — заместитель председателя облисполкома, начальник Главного планово-экономического управления.
- С 08.1992 — заместитель Министра экономики Украины.

Ордена Трудового Красного Знамени, Дружбы народов.
Погиб в дорожно-транспортном происшествии[когда?].